# Becky Bayless
Rebecca Treston, meglio conosciuta come Becky Bayless (Queens, 3 febbraio 1982), è una wrestler statunitense attualmente impegnata nel circuito indipendente.
È stata una wrestler del Ring of Honor (ROH), Full Impact Pro (FIP), SHIMMER, Women's Extreme Wrestling e Women Superstars Uncensored.

È anche nota per aver lavorato nella Total Nonstop Action Wrestling (TNA) con il ring name di Cookie.

## Nel wrestling
- Finishing moves

As Becky Bayless
- - Inverted double underhook facebuster[1][2]
- Signature moves
  - Arm wrench inside cradle
  - Bulldog
  - Multiple jawbreaker variations
  - Kneeling surfboard
  - STF
  - STS, sometimes transitioned into a fish hook
  - Tornado DDT
- Wrestlers di cui è stata valletta

- Mike Kruel
- Dirty Rotten Scoundralz
- Deranged
- Nate Webb
- Rhyno
- Kid Kash
- Eddie Guapo
- Paul E. Normous
- Sal Rinauro
- Larry Zbyszko
- Special K
- Mikey Whipwreck
- The YRR
- Bobcat
- Joey Mercury
- Kevin Matthews
- Sabu
- Danny DeManto
- Jimmy Jacobs
- Sal Fierro
- Matt Striker
- Boogie Knights
- Reckless Youth
- Simon Diamond
- Johnny Swinger
- Alicia
- Angel Williams
- Robbie E
- Necro Butcher

- Musiche d'ingresso
  - "Piece Of Me" by Britney Spears
  - "Get Your Fist Pumpin' in the Air" by Dale Oliver[3] (TNA; used when managing Robbie E)

## Titoli e riconoscimenti
- Pro Wrestling Illustrated
  - PWI ranked her 37 of the best 50 female singles wrestlers in the PWI Female 50 in 2008.[4]
- Texas Wrestling Entertainment
  - TWE Texas Ladies Championship (1 time)
- USA Pro Wrestling
  - Miss USA Pro Beauty Contest Winner (2004)